# Medusa Sunbeach Festival
Medusa Sunbeach Festival est un festival de musique électronique organisé annuellement sur la plage de Cullera, dans la municipalité de Valence, en Espagne. On y trouve différents styles avec leurs scènes respectives : de l'EDM sur la scène principale à la techno, la musique indépendante, remember, hardstyle, dubstep et trap (ces 3 derniers ont été inclus dans la dernière édition).
Le festival s'articule chaque année autour d'une expérience thématique différente telle que « invaders » ou Secret of Wonderland, qui constituent le fil conducteur qui inspire l'esthétique de la scène principale à chaque édition.

## Histoire
La deuxième édition de Medusa Sunbeach voit l'ouverture de la zone de camping pour les festivaliers. Le camping se déroulé du jeudi 13 au dimanche 16 août. Le camping était situé dans un périmètre clôturé, avec un âge minimum de 18 ans pour accéder à la zone contrôlée par la sécurité. Cette zone a été occupée selon le principe du premier arrivé, premier servi, jusqu'à ce que la capacité totale soit atteinte et de manière ordonnée, conformément aux instructions des organisateurs. Elle comportait des ombres, des douches, des toilettes, une supérette, une station de recharge de téléphones portables, une scène, une consigne et une infirmerie, ainsi qu'un total de 30 règles destinées au confort et à la sécurité des participants et surtout à l'exploitation économique des poches des participants. 

## Répercussions
Le Medusa Sunbeach Festival a atteint une « grande répercussion nationale et internationale », avec une programmation de « grande renommée artistique » qui a attiré des mélomanes du monde entier. Lors du concert, on pouvait voir des drapeaux des États-Unis, de la France, du Royaume-Uni et de la Tchéquie, entre autres, ainsi que de nombreuses communautés autonomes espagnoles.

## Incidents

### Supersubmarina
Le groupe Supersubmarina est victime d'un accident de voiture sur le chemin du retour du festival aux premières heures du samedi 13 août. L'accident entraîne une collision frontale entre la voiture dans laquelle se trouvaient le groupe et un conducteur et une camionnette dans laquelle se trouvait la sixième personne impliquée dans l'accident. Le chanteur, José Marín, est admis à l'hôpital Neurotraumatológico de Jaén pour une intervention chirurgicale d'urgence le dimanche matin. Les trois autres membres du groupe ont été légèrement blessés, de même que le chauffeur qui les accompagnait.

### Baisse de la criminalité
L'édition 2016 du festival connait une baisse de 66 % de la criminalité par rapport à l'année précédente. Cette différence de crimes par rapport à un total de 124 (186 en 2015 contre 62 en 2016) est attribuée au déploiement de mesures de sécurité à Cullera les 12, 13 et 14 août à l'occasion du festival. Environ 75 % des crimes sont des crimes contre la propriété et des crimes socio-économiques, tels que le vol et le cambriolage. Le reste concerne le trafic de stupéfiants et la conduite en état d'ivresse. Par ailleurs, en 2016, il y a eu 10 arrestations, avec très peu de différence par rapport à 2015 avec 11 arrestations.
Camping du Medusa Sunbeach Festival touché par des pluies torrentielles lors de sa troisième édition.

### Inondations
La troisième édition (2016) proposait 7 jours de camping en bord de mer, du 8 au 15 août. Elle disposait de toutes sortes d'infrastructures et de services indépendants pour le plus grand confort des festivaliers. Il y avait un service de nettoyage des toilettes chimiques et des douches, avec une maintenance constante 24 heures sur 24. La pluie contraint les 3 000 campeurs à quitter la zone de camping de l'événement. Pour cette raison, le conseil municipal et les organisateurs de l'événement ont mis le pavillon municipal couvert à la disposition des campeurs.
En raison des conditions météorologiques imprévues, toute l'équipe du Medusa Sunbeach Festival a travaillé d'arrache-pied pour rétablir les services dans la zone de camping. La mairie de Cullera et les organisateurs de l'événement ont mis à la disposition des campeurs le pavillon municipal couvert, situé sur la rue Sor Joana Cabanilles, équipé de tous les services de base - nourriture, toilettes et eau potable, entre autres - où les clients ont pu s'installer momentanément pour leur confort jusqu'au retour à la normale.

## Distinctions
| Année | Prix                 | Catégorie                                                 | Résultat   |
| ----- | -------------------- | --------------------------------------------------------- | ---------- |
| 2015  | Premios Fest         | Meilleur grand festival                                   | Nomination |
| 2015  | Premios Fest         | Festival avec la meilleure campagne de communication      | Nomination |
| 2015  | Premios Fest         | Festival avec la meilleure aire de camping                | Nomination |
| 2015  | Premios Fest         | Meilleure performance nationale en direct par Brian Cross | Nomination |
| 2015  | Vicious Music Awards | Meilleur festival                                         | Nomination |
| 2016  | Vicious Music Awards | Meilleur festival                                         | Lauréat    |